# La Colle
La Colle es uno de los 10 distritos o barrios del Principado de Mónaco y una circunscripción electoral administrativa (la número 7), fue parte del distrito de La Condamine, del que se segregó, posee 18,80 hectáreas (o lo que es lo mismo 0,1880 km²) y 2.822 habitantes según el censo del año 2000.

## Geografía
La Colle se encuentra en el lado noroeste del país, justo al norte de Fontvieille. La Colle generalmente se consideraba parte de Monegeti, a pesar de que ahora  tiene su propia división administrativa. Se extiende directamente a lo largo de las ciudades vecinas francesas de Beausoleil y Cap-d'Ail, así como de las barrios monegascos de Les Révoires, Fontvieille y Monegeti.

### Demografía
La Colle es el segundo barrio más pequeño de Mónaco en términos de población (Monaco-Ville es el más pequeño), y el tercero más pequeño en términos de tamaño o superficie terrestre. La Colle tiene una población de 2829 habitantes y un área de 0.18 kilómetros cuadrados (0.042 millas cuadradas).
Mónaco tiene diez escuelas operadas por el estado, cuatro escuelas privadas y una universidad. Una escuela estatal y una escuela privada se encuentran en La Colle.
El Centro Hospitalario Princesa Grace, el único hospital de Mónaco, está localizado en la parte oeste de La Colle.

## Economía
A pesar de que La Colle es más industrializada, hay bienes raíces a lo largo de la frontera de Les Révoires-La Colle. Debido a la ubicación de La Colle más fuera del centro de la ciudad, sus ventas de bienes raíces son generalmente menores. Promediando un 13% a 18% menos que sus vecinos Fontvieille o La Condamine.
La Colle se parece a Fontvieille en ser una de las zonas más industriales de Mónaco.Por ejemplo, Venturi y su subsidiaria Voxan tienen una fábrica ecológica ubicada aquí. Su ubicación dentro de Mónaco ayuda a agilizar el transporte marítimo; ubicada más en las afueras de la ciudad, la fabricación causa pocos problemas a la industria turística de alto nivel de Mónaco.